# Haynesville (Maine)
Haynesville és una població dels Estats Units a l'estat de Maine (EUA). Segons el cens del 2000 tenia 122 habitants.

## Demografia
Segons el cens del 2000, Haynesville tenia 122 habitants, 45 habitatges, i 34 famílies. La densitat de població era d'1,1 habitants/km².
Dels 45 habitatges en un 24,4% hi vivien nens de menys de 18 anys, en un 62,2% hi vivien parelles casades, en un 8,9% dones solteres, i en un 24,4% no eren unitats familiars. En el 20% dels habitatges hi vivien persones soles el 8,9% de les quals corresponia a persones de 65 anys o més que vivien soles. El nombre mitjà de persones vivint en cada habitatge era de 2,71 i el nombre mitjà de persones que vivien en cada família era de 3,12.
Per edats la població es repartia de la següent manera: un 26,2% tenia menys de 18 anys, un 6,6% entre 18 i 24, un 28,7% entre 25 i 44, un 23% de 45 a 60 i un 15,6% 65 anys o més.
L'edat mediana era de 41 anys. Per cada 100 dones de 18 o més anys hi havia 100 homes.
La renda mediana per habitatge era de 23.542 $ i la renda mediana per família de 23.333 $. Els homes tenien una renda mediana de 22.250 $ mentre que les dones 20.417 $. La renda per capita de la població era d'11.200 $. Entorn del 5,6% de les famílies i el 9,7% de la població estaven per davall del llindar de pobresa.